# Edward de Bono
Edward de Bono (19. květen 1933 – 9. června 2021) byl maltský psycholog a kognitivní vědec. Proslul především studiem kreativity a s ním spjatým pojmem laterální myšlení. V managementu je velmi oceňována jeho metoda šesti klobouků, znám je i svou kritikou pozitivismu.

## Laterální myšlení
Laterální myšlení Bono definoval ve své první, slavné knize The Use of Lateral Thinking z roku 1967. Staví ho do opozice k myšlení tzv. vertikálnímu, posloupně-logickému. Bono zdůrazňuje, že většina myšlenek, obzvláště těch originálních a kreativních, není zkombinována a postupně logicky vyvozena, ale přivalí se v jakési vlně ve svém celku. De Bono pak doporučuje různé techniky, jak laterální čili kreativní myšlení podpořit. Patří k nim i technika šesti klobouků, kterou definoval v knize Six Thinking Hats z roku 1985. Jde o doporučení, jak strukturovat kolektivní pracovní diskuse či brainstormingy. De Bono věří, že mozek pracuje v různých kontextech různě, a proto by diskuse měla mít přísně oddělené úseky, kde platí zcela jiná pravidla (ty mohou být symbolizovány i skutečně nasazenými klobouky různých barev). Bono doporučuje šest úseků: informační (shrnují se pouze známá fakta), emoční (sdělují se, ale neanalyzují, s tématem spjaté emoce), negativní (vyslovení pochybností a nastavení mezí tématu), pozitivní (hledání shody, na čem lze stavět a z čeho lze vyjít), kreativní (vrhání nových, i bláznivých nápadů bez logické kontroly) a přemýšlivou (hodnocení nápadů i celého procesu z odstupu a nadhledu).

## Zinek a Blízký východ
Rozruch i posměch vzbudil jeho vstup do diskuse o blízkovýchodním konfliktu. Podle de Bona je agrese na blízkém východě způsobována nedostatečným příjmem zinku, který je dle něj zapříčiněn pojídáním nekvašeného chleba (pita chléb). De Bono doporučil snížit nepřátelství mezi Židy a Araby kompenzačním pojídáním pomazánky z kvasnic, tzv. marmitu.

### České překlady
- Šest klobouků aneb Jak myslet, Praha, Argo 1997.
- Pravdu mám já, určitě ne ty, Praha, Argo 1998, ISBN 80-7203-066-3
- Simplicity - Síla jednoduchosti, Praha, Triton 2009.